# Félix Penet
Félix Penet est un homme politique français né le 20 octobre 1782 à L'Albenc (Dauphiné) et décédé le 28 avril 1850 à Grenoble (Isère).

## Biographie
Félix Penet naît le 20 octobre 1782 à L'Albenc et est baptisé le lendemain. Son père Jean-Louis est notaire à L'Albenc, mais le jeune Félix perd sa mère Eulalie à l'âge de huit ans. Élève à l'École centrale de Grenoble, il connaît Champollion et Stendhal.
Commerçant, avec des comptoirs à Marseille, Valence et Grenoble, il est secrétaire du général Bertrand pendant les Cent-Jours. En 1806, il épouse le 3 septembre 1806 Sabine Hache, fille de Christophe André Hache, ébéniste grenoblois. 
Juge puis président du tribunal de commerce de Grenoble, il est administrateur provisoire de la ville de juillet 1830 à décembre 1831, faisant office de maire dans la période où s'achève la construction du fort de la Bastille. Durant la monarchie de Juillet, il devient député de l'Isère du 5 juillet 1831 au 3 octobre 1837.
Félix Penet est inhumé au cimetière Saint-Roch de Grenoble.

## Portraits
- Victor Sappey, Félix Penet, médaillon en plâtre, 1836. Coll. Musée de Grenoble (MG IS 83-4)